# Helena Bartošová
Helena Bartošová sposata Blahová, poi Schützová (Budapest, 11 gennaio 1905 – Rychnov nad Kněžnou, 8 febbraio 1981) è stata un soprano slovacco di origine ceco-ungherese.

## Biografia
Studiò sotto la guida di Frico Kafenda a Josef Egem all'Accademia musicale e di arte drammatica di Bratislava. Dal 1924 al 1964 fu parte del Teatro Nazionale Slovacco. Dopo i primi ruoli minori nel 1924, esordì l'anno successivo come protagonista nella Madama Butterfly di Puccini. Presto conobbe il tenore Janko Blaho, che sposò nel 1929 e con cui ebbe la figlia Helena, coreografa. Il matrimonio terminò nel 1942. Anche il secondo marito Emil Schütz era un cantante lirico. Negli ultimi anni la coppia visse a Kostelec nad Orlicí, dove si dedicò anche all'insegnamento.
Nella sua carriera interpretò 145 ruoli al Teatro Nazionale Slovacco, fra cui si ricordano Mařenka ne La sposa venduta di Bedřich Smetana), di Jenúfa e di Kostelnička nella Jenúfa di Leoš Janáček, di Elena nel Detvan di Viliam Figuš-Bystrý, di Stella nell'omonima opera di Ladislav Holoubek e di Elsa nel Lohengrin di Richard Wagner.
Nel corso della carriera passò da soprano di coloratura a soprano drammatico.
Dal 1955 al 1957 insegnò canto al Conservatorio di Bratislava. Fu impegnata anche nell'attività concertistica e alla Radio slovacca.
Nel 1970 lo Stato le conferì il titolo di artista nazionale.